# 남현종
남현종(1994년 1월 2일 ~ )은 대한민국의 KBS 소속 아나운서이다.

## 학력
- 명덕고등학교 2012년 졸업
- 고려대학교 사학과 학사

## 경력
- 2012년 ~ 2013년 : 고려대학교 사학과/반 밴드 낭만 보컬, 기타리스트
- 2013년 ~ 2014년 : 고려대학교 사학과/반 농구동아리 개투지 부주장
- 2012년 ~ 2014년 : 고려대학교 교육방송국 아나운서
- 2018년 4월 ~ 현재: KBS 45기 공채 아나운서
- 2018년 6월 ~ 2019년 6월: KBS창원방송총국 아나운서 지역근무
- 2019년 7월 : 본사 복귀
- KBS 한국어 연구부
- 2024 파리 올림픽 KBS 캐스터

## 방송 진행
| 연도        | 방송사     | 제목                                          | 담당                 | 진행 기간                                                                                               | 비고 |
| ----------- | ---------- | --------------------------------------------- | -------------------- | --- | --- |
| 2018        | KBS1       | 아침마당                                      | 출연                 | 5월 16일                                                                                                | 8120회 <전국 이야기 대회 - 도전! 꿈의 무대> 명지 씨의 2승 도전! (공채 45기 아나운서 3명 중 1명이 출연함)                   |
| 2023        | KBS1       | 아침마당                                      | 특집 참가자          | 9월 13일                                                                                                | 9477회<도전!꿈의 무대 특집 - KBS 스포츠 캐스터 노래자 랑>                                                                  |
| 2024        | KBS1       | 아침마당                                      | 특집 참가자          | 7월 17일                                                                                                | 9696회<도전!꿈의 무대 특집 - 2024 파리 올림픽 캐스터 특집>                                                                 |
| 2019 ~ 2020 | KBS1       | KBS 930 뉴스                                  | 진행                 | 2019년 7월 13일 ~ 2020년 2월 29일                                                                       | 토요일 |
| 2019 ~ 2020 | KBS2       | KBS 8 아침뉴스타임                            | 패널                 | 2019년 7월 8일 ~ 2020년 2월 7일                                                                         | 남현종의 연예 수첩 |
| 2019~2021   | KBS1       | KBS 뉴스 9                                    | 안내자               | | 헤드라인 |
| 2020        | KBS1       | KBS 휴일 낮 12시 뉴스                         | 진행                 | | |
| 2020        | KBS1       | KBS 스포츠 9                                  | 진행                 | 2020년 2월 10일 ~ 2022년 3월 24일 2022년 4월 11일 ~ 2023년 3월 2일                                      | 단,2022 베이징 동계올림픽 캐스터활동으로 인하여 2022년 2월5일부터의 KBS9시뉴스-스포츠 코너는 박소현 아나운서가 대리진행함. |
| 2020        | KBS1       | KBS 스포츠 9                                  | 임시진행             | 2020년 7월 25일 ~ 2020년 7월 26일 2020년 10월 3일 ~ 2020년 10월 4일 2022년 10월 21일 ~ 2022년 10월 28일 | 주말 |
| 2020        | KBS1       | TV비평 시청자데스크                           | 임시 패널            | | 클로즈업TV |
| 2020        | KBS1       | 도전! 골든벨                                  | 특별출연             | 5월 24일                                                                                                | 온라인 도전! 골든벨 1부(역대 참가학교 도전자별 1부)                                                                        |
| 2020        | KBS1       | 도전! 골든벨                                  | 진행취소             | 9월 6일(X)                                                                                              | [ 5 ] |
| 2020        | KBS2       | 누가누가 잘하나                               | 임시진행             | 2020년 6월 4일                                                                                          | |
| 2020 ~ 2022 | KBS2       | 누가누가 잘하나                               | 진행                 | 2020년 7월 9일 ~ 2022년 2월 24일                                                                        | |
| 2024        | KBS2       | 비바! K리그                                   | 시즌별 진행          | 2024년                                                                                                  | 2024년 시즌 |
| 2021, 2025  | KBS2       | 2TV 생생정보                                  | 임시진행             | 2021년 4월 26일 ~ 2021년 4월 28일                                                                       | 2회 연속 남자 MC 임시 진행                                                                                                 |
| 2021, 2025  | KBS2       | 2TV 생생정보                                  | 임시진행             | 2021년 6월 7일, 2025년 7월 14일 ~ 2025년 7월 18일                                                       | 2회 연속 남자 MC 임시 진행                                                                                                 |
| 2023 ~      | KBS2       | 2TV 생생정보                                  | 내레이션             | [생생 현장] 코너                                                                                        | |
| 2021        | KBS2       | 스포츠 하이라이트, 아이 러브 스포츠           | 진행                 | 2021년 6월 ~ 2024년 8월 29일                                                                            | |
| 2022        | KBS1       | Sign On/Sign Off                              | 내레이션             | | 연중 |
| 2022        | KBS        | 여기는 베이징-(개막식+피겨스케이팅+루지 종목) | 경기 캐스터          | 2022년 2월 5일~2022년 2월 18일                                                                          | 베이징 동계올림픽 캐스터활동으로 인하여 2022년 2월5일부터의 KBS9시뉴스-스포츠 코너는 박소현 아나운서가 대리진행함.         |
| 2023        | KBS2       | 9층 시사국                                    | MC                   | 2023년 2월 1일 ~ 12월 30일                                                                              | |
| 2024 ~2025  | KBS2       | KBS 월드 24                                   | 진행                 | 2024년 1월 22일 ~ 2025년 3월 6일                                                                        | |
| 2025        | KBS1       | 6시 내고향                                    | 임시 패널취소        | 2월 7일, 2월 14일                                                                                       | 60초를 잡아라 임시패널 취소 8218회 동쪽바다중앙시장, 8223회 양양전통시장                                                   |
| 2025        | KBS1       | 시니어토크쇼 황금연못                         | 임시진행             | 4월 12일                                                                                                | 516회 [인생톡 공감톡] 남의 속도 모르고 外                                                                                  |
| 2025        | KBS1       | 시니어토크쇼 황금연못                         | 임시진행             | 7월 26일, 8월 9일                                                                                       | 531회 [인생톡 공감톡] 인생의 맛 外, 532회                                                                                  |
| 2025        | KBS2       | 무엇이든 물어보세요                           | 임시진행             | 6월 16일 ~ 20일                                                                                         | |
| 2025        | KBS1       | 남북의 창                                     | 임시진행             | 7월 5일                                                                                                 | |
| 2025        | KBS2       | KBS 아침뉴스타임                              | 임시진행             | 7월 21일                                                                                                | |
| 2025~       | KBS2, KBS1 | 무엇이든 물어보세요                           | 금요일 아나운서 패널 | 7월 25일 ~                                                                                              | |

## 라디오 진행
- KBS 창원 제1라디오 : 이아롬의 시사경남 (남현종의 해시태그 - 수요일)
- KBS 1라디오 : 저녁종합뉴스 (2023년)

## 드라마
- KBS 2TV: 저스티스